# Abraham Blix
Abraham Blix, född 4 januari 1835 i Hammarö socken, Värmlands län, död 30 juli 1884 i Karlskrona amiralitetsförsamling, Blekinge län, var en svensk väg- och vattenbyggnadsingenjör.
Blix, som var son till kaptenen Carl Fredrik Blix och Hedda Leijonancker, avlade studentexamen 1852 och utexaminerades från Högre artilleriläroverket på Marieberg 1858. Han blev löjtnant i Väg- och vattenbyggnadskåren 1859 och kapten där 1869. Han företog resor i flera europeiska länder 1865 i syfte att studera allmänna arbeten och i Holstein 1876 för att studera kasernbyggnader för matroser och skeppsgossar. Han var arbetschef för Drottningholmsbrons ombyggnad 1858 och för Kronans vattenledningsanläggning i Karlskrona 1861, distriktsadjutant i södra väg- och vattenbyggnadsdistriktet 1863, stadsingenjör och stadsarkitekt i Karlskrona stad 1864–1871 och byggmästare vid Flottans station i Karlskrona 1871–1884. Han innehade flera kommunala uppdrag i Karlskrona 1874–1884  och invaldes som ledamot av Kungliga Örlogsmannasällskapet i Karlskrona 1872.